# ABBA Voyage

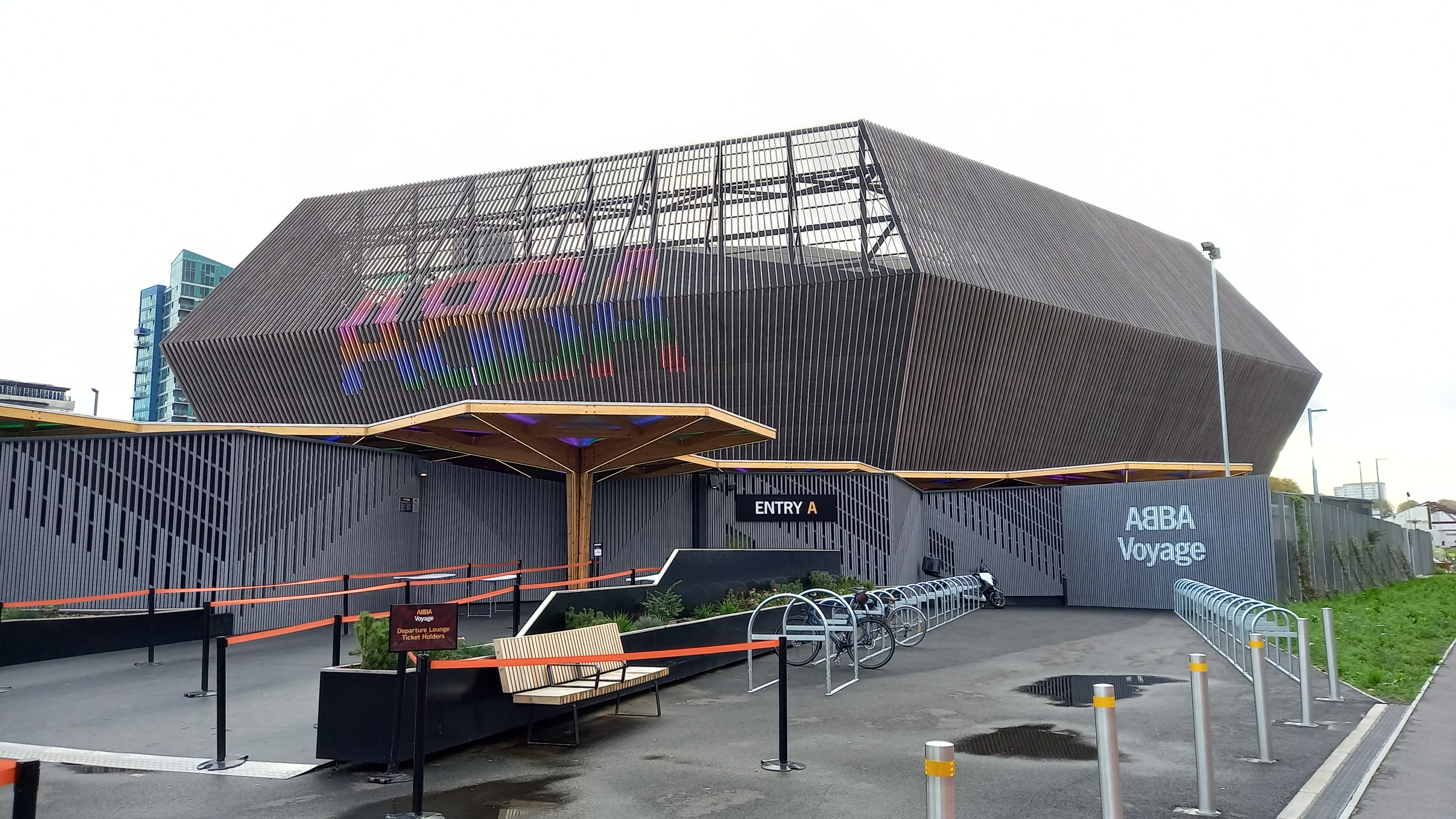
Az ABBA Arena 2022 októberében

Az ABBA Voyage a svéd ABBA együttes virtuális koncertrezidenciája, amelyhez kizárólag ezekre az előadásokra építettek fel Londonban, a Queen Elizabeth Olimpiai Parkban egy külön 3000 férőhelyes koncert arénát, melynek hivatalos neve: ABBA Aréna. A produkció különlegessége, hogy a koncerteken az együttes virtuális avatárjai, az úgynevezett „ABBA-tarok” helyettesítik a tagokat, úgy jelenítve meg őket a színpadon, ahogyan az 1970-es évekbeli fiatalabb éveikben léptek fel. 
A zenekar négy tagjának digitális változatai motion capture technológiával készültek, amelyeket a George Lucas által alapított Industrial Light & Magic vizuális effektekkel foglalkozó cég 850 tagú csapatával valósított meg, akiknek ez az első zenei irányú projektje.
Az ABBA Voyage koncertsorozat létrejöttét Svana Gisla és Ludvig Andersson producerek, Baillie Walsh rendező, Johan Renck társ-ügyvezető producer, Baillie Walsh rendező és Wayne McGregor koreográfus segítette.
A produkció társfejlesztője és vezető befektetője a svéd Pophouse szórakoztatóipari cég. A vállalkozás két vezetője Michael Bolingbroke és Per Sundin, akik a műsor mögött álló produkciós cég vezetői pozícióit töltik be. Több médiajelentés szerint a projekt minden idők egyik legdrágább élőzenei élménye, 175 millió dolláros költségvetéssel. A koncertek 2022 májusában kezdődtek és jelenleg 2026. január 4-ig meghosszabították.

## Előzmények

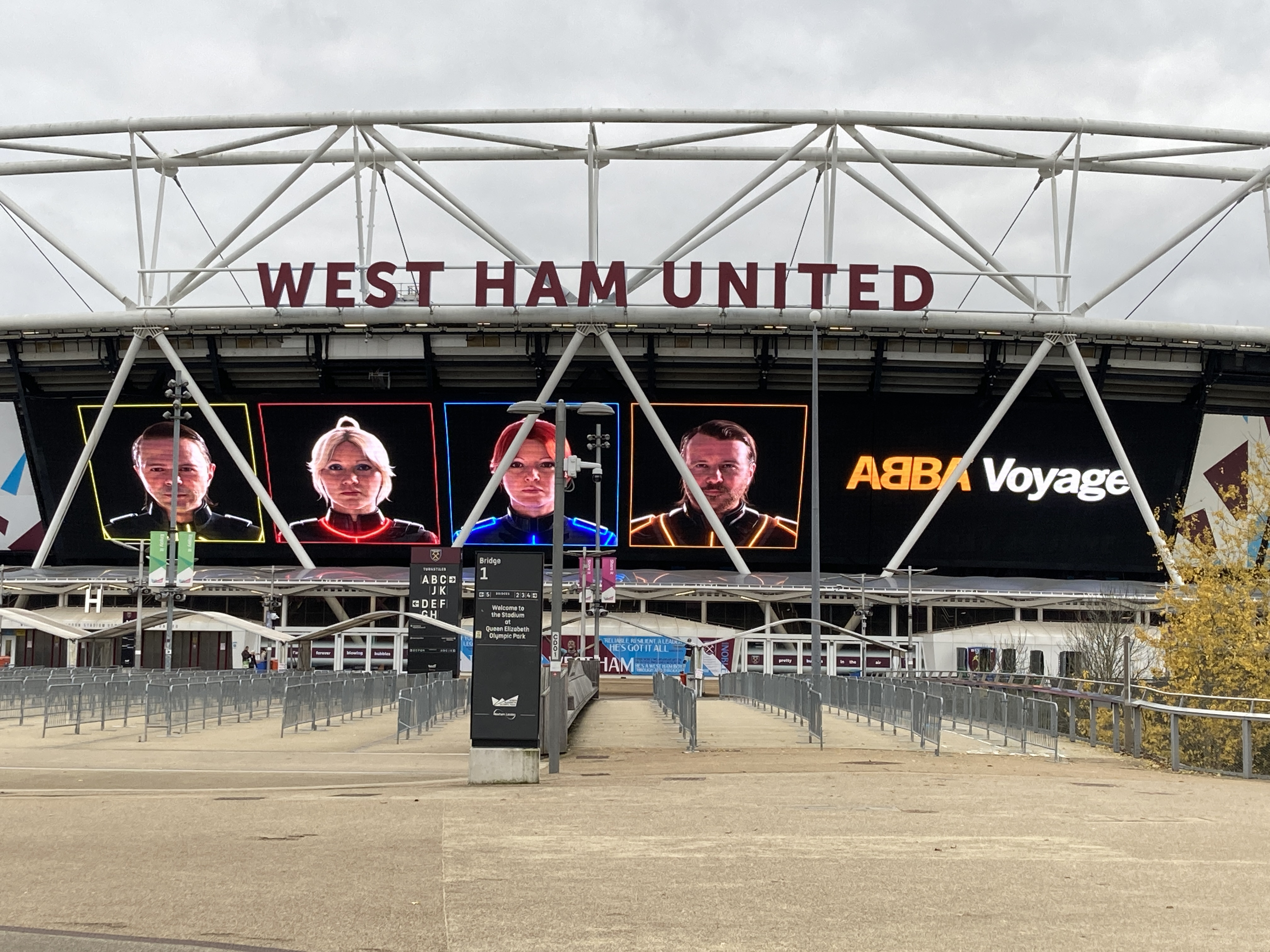
A koncert hirdetőtáblája a London Stadionban, 2021. december 15-én

Az ABBA 1982 decemberében nem hivatalosan feloszlott és annak ellenére, hogy az 1990-es évektől 
megújult az érdeklődés az együttes iránt, miután a legnagyobb slágereit felvonultató ABBA Gold válogatáslemeze és a Mamma Mia című film és musical világsikert aratott, a tagok többször is megtagadták az újraalakulást. A zenekar tagjai állítólag 2000-ben visszautasítottak egy 1 milliárd dolláros ajánlatot, hogy ismét színpadra álljanak.
2008-ban Björn Ulvaeus azt mondta a The Sunday Telegraphnak:„Soha többé nem lépünk fel a színpadon. Egyszerűen nincs motíváció az újraegyesülésre”. 
Ezt a kijelentését 2014-ben megismételte, miközben az ABBA hivatalos promócióját népszerűsítette.
2017 szeptemberében Benny Andersson az Expressen című svéd lapnak elmondta, hogy a tervek szerint az ABBA „virtuálisan” fog turnézni, a tagok digitális avatárjait felhasználva  Ulvaeus a BBC-nek elmondta, hogy az ötletet Simon Fuller javasolta a zenekarnak. Az ötlet, hogy egy élőzenekar által támogatott énekest ábrázoljanak, Elvis Presley 1997-ben indult The Concert című koncertturnéja volt az ötletadó, amelyen Presley hang- és videófelvételei szerepelnek, az 1970-es évekbeli háttérzenekarával kísérve. 2018 áprilisában a négy tag közleményt adott ki, amely szerint a turné előkészületei során újra összeállnak a stúdióban és felvesznek két új dalt, I Still Have Faith in You és Don't Shut Me Down címmel.
2021. augusztus 26-án elindult az ABBA Voyage weboldal, mely az egy héttel későbbi új projekt bejelentését jelezte. 2021. szeptember 2-án a kelet-londoni Queen Elizabeth Olimpiai Parkban, a világszerte közvetített sajtótájékoztatón megerősítették, hogy a virtuális koncertekre 2022. május 27-től Londonban kerül sor. Ezenkívül bejelentették egy új ABBA album. a Voyage 
november 5-i megjelenését. Az albumon tíz új dal szerepel, köztük az I Still Have Faith in You és Don't Shut Me Down is.
A koncerteken az ABBA avatárjai mellett egy legalább tíz főből álló élő zenekar is játszik és 22 
ABBA dalt adnak elő. 
A zenekart az angol Klaxons zenekarból James Righton választotta ki, 
melyben billentyűs hangszeren közreműködik Little Boots is.
A bemutató előadás 2022. május 26-án volt és a tervek szerint 2023. május 28-ig lehet jegyeket foglalni. Az utolsó koncertre előreláthatólag 2025. május 11-én kerül sor. A fellépések 2026 áprilisáig meghosszabbíthatók, amikor is lejár az ABBA Aréna engedélye, hogy a helyszín helyet adjon egy lakás projektnek.

## Az ABBA-tar technológia
A zenekar tagjai olyan ruhákat viseltek, melyek segítségével motion capture technikával rögzítették a mozgásukat és így forgatták le a 22 dalból álló műsort. A felvételekhez körülbelül 160 kamerát használtak, a grafikát pedig az Industrial Light & Magic készítette. 
A digitális ABBA tagjait, egy élő instrumentális zenekar kíséri a színpadon.

## A nyitó előadás
Az ABBA Voyage nyitóestjén olyan hírességek vettek részt, mint Kylie Minogue, Keira Knightley, 
Kate Moss, Sharleen Spiteri és Carola Häggkvist, valamint a svéd királyi család tagjai, 
köztük XVI. Károly Gusztáv és Szilvia királyné. Mark Sutherland, a Variety egyik munkatársa azt írta, hogy a közönség vastapsot adott a koncerten. A 90 perces avatár-előadás után az ABBA négy tagja megjelent a színpadon és legördült a függöny. Az első bemutatót pozitív elismerés fogadta.

## Az ABBA Voyage a pop kultúrában
A Spitting Image második sorozatának első epizódjában az új ABBA albumot kritizálták. A fő célpontok a tagok idős kora, valamint az ABBA-tars az Egyesült Királysághoz fűződő kapcsolatai voltak. Az epizód két nappali bemutatása előtt a Clash Music újságírója úgy jellemezte a műsort, mint ami készpénzre váltja az együttes népszerűségét.

## A koncert sorrendben elhangzó dalai
1. felvonás
1. Skallgång [Mj. 1](bevezető zene)
2. The Visitors
3. Hole in Your Soul

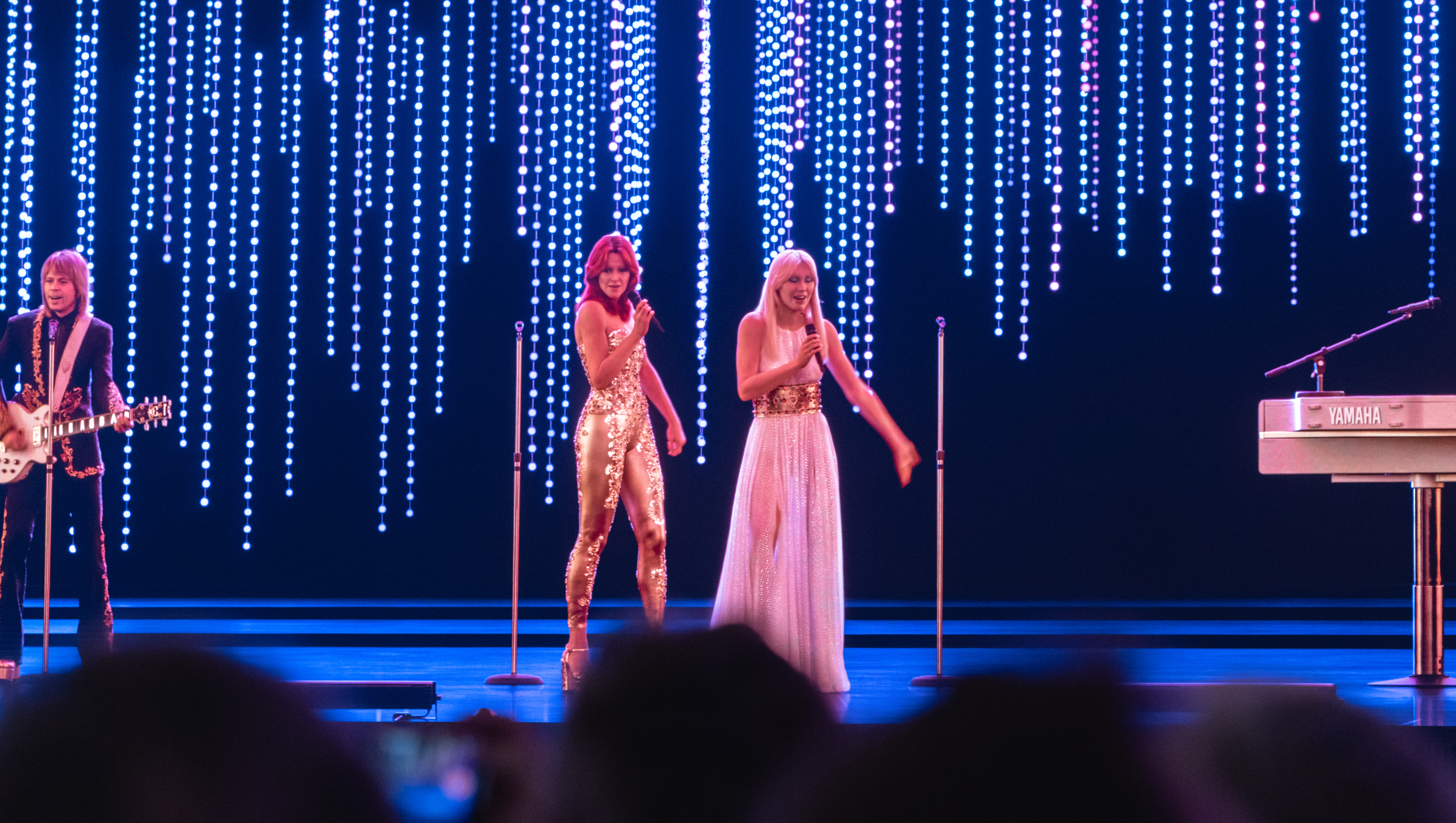
Részlet az előadásból

4. SOS (EastEnders theme tune zongora bevezetéssel)
5. Knowing Me, Knowing You

2. felvonás
1. Chiquitita
2. Fernando
3. Mamma Mia
4. Does Your Mother Know
5. Eagle (Rora videós közjáték)

3. felvonás
1. Lay All Your Love on Me
2. Summer Night City
3. Gimme! Gimme! Gimme! (A Man After Midnight)
4. Voulez-Vous

4. felvonás
1. When All Is Said and Done
2. Don't Shut Me Down
3. I Still Have Faith in You
4. Waterloo

5. felvonás
1. Thank You for the Music
2. Dancing Queen

Ráadás
1. The Winner Takes It All
2. I Wonder (Departure) (instrumentális lezárás)

## Fordítás
- Ez a szócikk részben vagy egészben  az   ABBA Voyage című angol Wikipédia-szócikk fordításán alapul.  Az eredeti cikk szerkesztőit annak laptörténete sorolja fel. Ez a jelzés csupán a megfogalmazás eredetét és a szerzői jogokat jelzi, nem szolgál a cikkben szereplő információk forrásmegjelöléseként.